# Vila ob jezeru
Vila ob jezeru je roman slovensko-tržaškega avtorja Borisa Pahorja ki je izšel leta 1993 pri Mohorjevi družbi. Vila ob jezeru je bila prvotno objavljena leta 1955 pri založbi Obzorja, v tržaški reviji Razgledi kot novela, ki se je takrat imenovala Laneni kosmiči v laseh. Vila ob jezeru velja za eno najpomembnejših Pahorjevih del po Nekropoli.

## Vsebina
Mirko Godina, tridesetletni arhitekt, ki je tudi nekdanji izgnanec, se leta 1948 vrne na obalo Gardskega jezera, kjer je leta 1941 služil vojsko. Vrne se, da obišče znane kraje in ljudi, ki jih je poznal, pa se izkažejo za zaprte in hladne, trmaste, da ne pogledajo realnosti v oči in sprejmejo konec krute dobe, zatiranja in prelivanja krvi, ki sta jo prinesla fašizem in Mussolini. V tem času Mirko spozna Luciano, hčer sinjore Amalije, lastnice stare gostilne, ki vztrajno in nostalgično zagovarja Mussolinijevo dobo. Luciana, vzgojena v fašistični družini in družbi, naivno občuduje Mussolinija. Med dolgimi sprehodi po podeželju in ob jezeru se Mirko in Luciana zaljubita. Ta intenzivna ljubezen Mirku omogoči, da Luciano seznani s fašizmom in grozotami, ki jih zagrešijo njegovi privrženci. Korak za korakom Mirku uspe spreobrniti ne le Luciano, ki simbolično vrže diktatorjevo fotografijo v jezero, ampak tudi sebe. Ponovno pridobi vero v človečnost in odkrije ljubezen.